# 東八町停留場
東八町停留場（ひがしはっちょうていりゅうじょう）は、愛知県豊橋市の旭町（あさひまち）と西新町（にししんまち）の間にある豊橋鉄道東田本線の停留場（電停）である。停留場番号は7。

## 歴史
1925年（大正14年）12月25日：開業。

## 停留場構造
多米街道（愛知県道4号豊橋大知波線）の併用軌道に相対式の安全地帯を持つ。

## 停留場周辺
- 新町の大灯篭
- 東海道吉田宿東惣門
- 豊橋西新町郵便局[2]
- 豊橋信用金庫東支店[3]
- 豊橋市立八町小学校[4]
- 豊橋情報ビジネス専門学校[5]
- 豊鉄バス 豊橋和田辻線・和田辻豊橋市民病院線「旭橋」停留所
- 国道1号
  - 八町通り（豊橋市）
- 多米街道（豊橋市）
- 下条街道（豊橋市）
- 八百間通り（豊橋市）
- 市電通り（豊橋市）

## 隣の停留場
豊橋鉄道
■東田本線
豊橋公園前停留場 (6)- 東八町停留場 (7) - 前畑停留場 (8)